# Miss Brasil 2001
Miss Brasil 2001 foi a 47ª edição do tradicional concurso de beleza feminino de Miss Brasil, válido para a disputa de Miss Universo 2001. Esta edição foi realizada no dia 26 de março no "Hotel Glória", localizado no Rio de Janeiro. A matogrossense e Miss Brasil 2000 Josiane Kruliskoski coroou Juliana Borges do Rio Grande do Sul no fim da competição. O concurso foi transmitido regionalmente pela CNT e apresentado pela Miss Brasil 1997 Nayla Micherif junto ao jornalista Edilásio Júnior.
Vale ressaltar a insesante publicidade dada a Juliana Borges na época, que antes do concurso assumiu ter feito dezenove (19) intervenções cirúrgicas, sua jogada de marketing  chegou a virar artigos acadêmicos  e por vezes fora intitulada pela mídia nacional como "Miss Bisturi". Tal foi a visibilidade do fato, que o assunto foi tratado inclusive em jornais de outros países, como, por exemplo, o New York Times e o Sunday Times.

## Resultados

### Colocações
| Posição                 | Estado e Candidata |
| ----------------------- | --- |
| Vencedora               | - Rio Grande do Sul - Juliana Borges |
| 2º. Lugar               | - Minas Gerais - Fernanda Tinti |
| 3º. Lugar               | - São Paulo - Joyce Aguiar |
| 4º. Lugar               | - Pernambuco - Débora Daggy |
| 5º. Lugar               | - Rio de Janeiro - Raquel Farias |
| (TOP 10) Semifinalistas | - Bahia - Oldeane Fonsêca - Goiás - Michelly Borges - Mato Grosso - Luciane Locatelli - Paraná - Ticiana Milanese - Santa Catarina - Simone Régis |

### Prêmios Especiais
Foram distribuídos os seguintes prêmios este ano:
| Prêmio            | Estado e Candidata                     |
| ----------------- | -------------------------------------- |
| Miss Simpatia     | - Mato Grosso do Sul - Ana Flora Nimer |
| Miss Fotogenia    | - Goiás - Michelly Borges              |
| Miss Voto Popular | - Pernambuco - Débora Daggy            |

## Candidatas
Disputaram o título este ano:
| - Acre - Lucimara Fernandes - Alagoas - Aline Cañedo Souza - Amapá - Jakeline Almeida Amanajás - Amazonas - Cláudia Danielle de Carvalho - Bahia - Oldeane Ribeiro da Fonsêca - Brasília - Danielle Gonçalves - Ceará - Orleide Ferreira Castro - Espírito Santo - Vanusa Aparecida de Paula - Goiás - Michelly Prado Borges | - Maranhão - Zoraide Campos - Mato Grosso - Luciane Patrícia Locatelli - Mato Grosso do Sul - Ana Flora Nimer Gomes - Minas Gerais - Fernanda Tinti Borja Pinto - Pará - Geruzah da Costa Souza - Paraíba - Andréia Aravanos Sarinho - Paraná - Ticiana Milanese Franco - Pernambuco - Debora Michelle Daggy - Piauí - Emanuelle Aguiar dos Santos | - Rio de Janeiro - Raquel Santos de Faria - Rio Grande do Norte - Andréa de Moraes - Rio Grande do Sul - Juliana Dornelles Borges - Rondônia - Jacqueline Aparecida de Brito - Roraima - Anna Carolina de Paula - Santa Catarina - Simone Régis - São Paulo - Joyce Yara Aguiar - Sergipe - Karina da Costa Barreto - Tocantins - Nathália Lourenço Rodrigues |